# Iwona Domaszewicz
Iwona Domaszewicz (ur. 8 sierpnia 1953 w Trzebnicy) – polska aktorka.

## Życiorys
W dzieciństwie występowała w teatrze Teatr Marzeń, założonym w Trzebnickim domu kultury. Absolwentka Liceum Ogólnokształcącego nr IX we Wrocławiu. W 1977 ukończyła studia w Akademii Sztuk Teatralnych im. Stanisława Wyspiańskiego w Krakowie (filia we Wrocławiu) na wydziale aktorskim. W latach 1977–1996 występowała w Teatrze Kalambur we Wrocławiu. Od 1996 roku występuje w Teatrze Polskim we Wrocławiu. Popularność przyniosła jej rola Grażyny Szaniawskiej w serialu Lombard. Życie pod zastaw.

## Życie prywatne
1981 roku wyszła za mąż za Henryka Mareckiego, z którym ma córkę Joannę (ur. 1983) oraz syna Kamila (ur. 1986).

## Filmografia
- 1974: Co z tego - dziewczyna
- 1977: Czterdziestolatek - kelnerka (odc. 19)
- 1985: Nie ja (etiuda szkolna) - młoda matka
- 1993: Gorący czwartek - Kowalska
- 1994: Polska śmierć - policjantka
- 2000: Skarb (spektakl telewizyjny) - urzędniczka
- 2003: Świat według Kiepskich - Żuliet (odc. 148)
- 2004: Unterwegs - Maria
- 2004: Fala zbrodni - Stolarkowa, matka Irka (odc. 22)
- 2005: Boża podszewka II - sprzedawczyni (odc. 4)
- 2006: Pierwsza miłość (serial telewizyjny) - kwiaciarka
- 2007: Biuro kryminalne - Izabela Szwed (odc. 29)
- 2011: Kontrigra - znajoma
- 2016: Pierwsza miłość (serial telewizyjny) - sąsiadka Michała Domańskiego
- 2017: Na sygnale (polski serial telewizyjny) - kobieta
- 2017: Pierwsza miłość (serial telewizyjny) - mieszkanka Wadlewa (odc. 2504)
- od 2017: Lombard. Życie pod zastaw - Grażyna Szaniawska
- 2019: Pierwsza miłość (serial telewizyjny) - siostra Celesta (odc. 2893)